# Onslow (Iowa)
Onslow és una població dels Estats Units a l'estat d'Iowa. Segons el cens del 2000 tenia 223 habitants.

## Demografia
Segons el cens del 2000, Onslow tenia 223 habitants, 96 habitatges, i 60 famílies. La densitat de població era de 374,4 habitants/km².
Dels 96 habitatges en un 25% hi vivien nens de menys de 18 anys, en un 54,2% hi vivien parelles casades, en un 7,3% dones solteres, i en un 37,5% no eren unitats familiars. En el 33,3% dels habitatges hi vivien persones soles el 22,9% de les quals corresponia a persones de 65 anys o més que vivien soles. El nombre mitjà de persones vivint en cada habitatge era de 2,32 i el nombre mitjà de persones que vivien en cada família era de 3,02.
Per edats la població es repartia de la següent manera: un 27,4% tenia menys de 18 anys, un 5,4% entre 18 i 24, un 25,1% entre 25 i 44, un 16,6% de 45 a 60 i un 25,6% 65 anys o més.
L'edat mediana era de 38 anys. Per cada 100 dones de 18 o més anys hi havia 82 homes.
La renda mediana per habitatge era de 24.375 $ i la renda mediana per família de 34.500 $. Els homes tenien una renda mediana de 30.625 $ mentre que les dones 20.375 $. La renda per capita de la població era d'11.916 $. Entorn del 15,4% de les famílies i el 19,4% de la població estaven per davall del llindar de pobresa.

## Poblacions més properes
El següent diagrama mostra les poblacions més properes.